# Genotina
Genotina is een geslacht van weekdieren uit de klasse van de Gastropoda (slakken).

## Soorten
- Genotina adamii (Bozzetti, 1994)
- Genotina genotae Vera-Peláez, 2004